# Diptychis geometrina
Diptychis geometrina is een vlinder uit de familie spanners (Geometridae). De wetenschappelijke naam van deze soort is voor het eerst geldig gepubliceerd in 1874 door Felder.
De soort komt voor in tropisch Afrika.